# El exorcista (película)
El exorcista (título original en inglés: The Exorcist) es una película de terror sobrenatural estadounidense de 1973, dirigida por William Friedkin, con un guion escrito por William Peter Blatty basado en su propia novela homónima, publicada en 1971. Está protagonizada por Ellen Burstyn, Jason Miller, Linda Blair y Max von Sydow. La cinta relata los fatídicos hechos de la posesión diabólica de Regan MacNeil, una niña de doce años de edad, y del exorcismo al que más tarde fue sometida.
Al estrenarse en la década de 1970 obtuvo una abrumadora aceptación por parte del público y también de la crítica, que terminaron considerándola como una de las mejores películas de la historia en su género. Además de esto, la película obtuvo un total de diez nominaciones para los Premios Oscar, incluyendo Mejor Película, de los cuales logró ganar finalmente dos, y siete nominaciones para los Premios Globo de Oro, de los cuales ganó cuatro, incluyendo Mejor Película dramática. Fue ganadora del Premio Saturn a la Mejor película de terror.Tanto Blair como Miller fueron ganadores como Mejor Actriz y Mejor Actor de Reparto en los Premios Globos de Oro, mientras que Burstyn fue nominada como Mejor Actriz de Drama y nominada como Mejor Actriz en los Premios Oscar.
Blatty, el autor de la novela, explicó que el argumento se inspiró en un hecho verídico sobre el que empezó a trabajar cuando aún era estudiante universitario. El hecho fue un supuesto exorcismo ocurrido en 1949, del que informó The Washington Post. En el caso real, la persona supuestamente poseída era un niño de catorce años de edad que sufrió alteraciones en su personalidad, por lo cual se le practicaron varios exorcismos en un lapso de tres meses. Tiempo después se revelaría que se trataba de Ronald Edwin Hunkeler, un joven de gran talento que posteriormente fue ingeniero en la NASA y realizó aportes esenciales para el éxito de la misión Apolo 11 que aterrizó en la Luna: a él se deben los paneles anticalentamiento que recubrían la nave para evitar su desintegración durante el proceso de reintroducción en la atmósfera.
Aunque el libro había sido un éxito de ventas, Blatty, quien también se encargó de producirla, y Friedkin, su elección como director, tuvieron dificultades para distribuir la película. Después de rechazar o ser rechazados por las principales estrellas de la época, eligieron opciones a las que se opusieron enérgicamente los ejecutivos de estudio en Warner Bros Pictures. Los papeles principales fueron interpretados por Burstyn, la entonces desconocida Blair y Miller, el autor de una obra de éxito que nunca antes había actuado en películas. El rodaje también fue difícil. La mayor parte del set se quemó, Blair y Burstyn sufrieron heridas graves en varios accidentes y se tardó en filmar la película el doble de lo programado, con un coste de más del doble de su presupuesto inicial.
Tras su estreno, El exorcista continúa siendo considerada como una de las mejores y más aterradoras películas de terror en la historia del cine, y ha ejercido una influencia significativa en la cultura popular. Muchas publicaciones la incluyen entre las diez mejores películas de la historia. La Biblioteca del Congreso de Estados Unidos seleccionó la película en 2010 para que se conservara como parte de su Registro Nacional de Cine como "cultural, histórica o estéticamente significativa".
En 2021, la película fue incluida en el número 1 de Las 101 mejores películas de horror de la historia de la revista de Rolling Stone.

## Trama
En una excavación arqueológica en Al-Hadar cerca de Nínive, en Irak, el arqueólogo padre Lankester Merrin (Max von Sydow) encuentra un amuleto semejante a una estatua de Pazuzu, un demonio a quien el padre Merrin había expulsado de una persona poseída tiempo atrás. El hallazgo inquieta al sacerdote.
Mientras tanto en Estados Unidos, el padre Damien Karras (Jason Miller), un joven sacerdote en la Universidad de Georgetown (Washington D. C.), empieza a dudar de su fe, mientras hace frente a la enfermedad terminal de su madre y más adelante a la muerte repentina de esta. No lejos del sacerdote, Chris MacNeil (Ellen Burstyn), una exitosa actriz en Georgetown, nota cambios dramáticos y peligrosos en su hija de 12 años, Regan (Linda Blair), que incluye comportamiento errático, alteraciones metabólicas y cambios extremos de humor. Su madre inicialmente cree que los cambios están relacionados con la pubertad, pero los médicos sospechan que es una lesión en el cerebro. Regan soporta una serie de desagradables pruebas médicas y psiquiátricas durante varios meses, que no muestran nada fuera de lo común, mientras los sucesos paranormales no solo continúan sino que son cada vez más violentos. 
Cuando todas las explicaciones médicas se han agotado, un doctor le recomienda un exorcismo, razonando que si la niña presenta estos síntomas como una manifestación psicosomática de una creencia en la posesión demoníaca, entonces tal vez ese método tendría el efecto de acabar con ellos al convencerla de que ha sido purificada. Chris duda, ya que ni ella ni Regan tienen creencias religiosas, pero finalmente, por pura desesperación e impotencia, consulta al padre Karras, ya que es a la vez un sacerdote y un psiquiatra de un Monasterio Jesuita cercano a su casa. Tras observarla, el escéptico Karras piensa inicialmente que es un caso de psicosis hasta que la registra hablando en un idioma extraño, que resulta ser español hablado al revés. Al invertir el audio resulta que Regan nombra constantemente al Padre Merrin, a quien no conoce ni ha oído mencionar. A pesar de sus dudas, Karras decide solicitar el permiso de la Iglesia Católica para llevar a cabo un exorcismo.
Dada la inexperiencia de Karras, el arzobispo de la ciudad decide llamar para ayudar al padre Merrin, a pesar de que su corazón se encuentra en un estado precario y a algunos les preocupa que semejante labor provoque su muerte. El Padre Merrin llega a la casa de la actriz en taxi durante una noche fría y decide iniciar rápidamente el proceso de exorcismo, como si ya conociera contra quién se está enfrentando. Mientras ambos sacerdotes tratan de expulsar el espíritu demoníaco del cuerpo de Regan, el demonio, a través de Regan, se burla de los sacerdotes, los amenaza y los agrede, tanto física como psicológicamente (incluyendo una convincente imitación de la voz de la madre de Karras). Esto hace que Karras pierda la compostura momentáneamente. Por el contrario, Merrin resiste impasible a los insultos y agresiones sin detener el ritual, a pesar de que el demonio intenta asustarlos haciendo levitar la cama. Finalmente, los rezos de ambos sacerdotes consiguen ponerlo bajo control momentáneamente, lo que les permite a ambos salir un rato a recuperar fuerzas. 
Poco después, al padre Merrin le falla el corazón mientras reza durante el exorcismo. Un desesperado Karras intenta realizarle una reanimación cardiopulmonar sin éxito mientras la niña Regan (la cual se ha liberado de las sogas que la mantenían atada a la cama) se burla de sus esfuerzos y amenaza con matar a la niña. Dominado por la furia y la desesperación, Karras se abalanza sobre ella y para tratar de salvarla, reta al demonio a poseerlo a él en vez de a Regan. El demonio lo hace, tras lo cual el sacerdote muestra los signos de posesión de manera casi instantánea, pero antes de perder totalmente su voluntad logra saltar por la ventana del dormitorio de Regan, ubicado en un segundo piso, y cae por unas escaleras de piedra. Con el padre Damien Karras agonizando en el suelo, un devastado Padre Dyer, quien se encontraba en el lugar, administra los últimos sacramentos y absuelve a Damien Karras de sus pecados. Regan se recupera y no parece recordar su terrible experiencia. Chris decide partir de Georgetown con su hija, dejando atrás su terrible trauma en esa ciudad.

## Reparto
- Ellen Burstyn - Chris MacNeil
- Jason Miller - Padre Damien Karras
- Max Von Sydow - Padre Lankester Merrin
- Linda Blair - Regan MacNeil
- Kitty Winn - Sharon Spencer
- Lee J. Cobb - Detective William Kinderman
- William O'Malley - Padre Dyer
- Jack MacGowran - Burke Dennings
- Vasiliki Maliaros - Madre del padre Karras, Mary
- Rudolf Schündler - Karl
- Gina Petrushka - Willi
- Titos Vandis - Tío del padre Karras
- Ron Faber - Chuck
- Robert Symonds - Dr. Taney
- Barton Heyman - Dr. Klein
- Peter Masterson - Dr. Barringer
- Arthur Storch - Psiquiatra de la clínica central
- Wallace Rooney - Obispo Michael
- Robert Gerringer - Senador en la fiesta
- Roy Cooper - Dean Jesuita
- Donna Mitchell - Mary Jo Perrin
- Mercedes McCambridge - Pazuzu

### Doblaje
| Personaje | Actor original Estados Unidos | Actor de doblaje Hispanoamérica (doblaje original) | Actor de doblaje Hispanoamérica (redoblaje primera versión) | Actor de doblaje Hispanoamérica (redoblaje segunda versión) | Actor de doblaje España |
| --------- | ----------------------------- | -------------------------------------------------- | ----------------------------------------------------------- | ----------------------------------------------------------- | ----------------------- |

## Producción

### Casting

#### Chris y el Padre Karras
El estudio quería a Marlon Brando para el papel de Lankester Merrin.  El director, Friedkin, se negó inmediatamente, argumentando que se convertiría en una "película de Brando"., Paul Newman también quería interpretar a Karras, según afirmó Friedkin. Jack Nicholson estuvo considerado para el papel de Karras antes de que Blatty contratara a Stacy Keach.  
Friedkin vio a Jason Miller después de una actuación de la obra de Miller "That Championship Season" en Nueva York, y pidió hablar con él. Originalmente fue a hablar con Miller únicamente sobre el catolicismo transcurrido en la obra como telón de fondo para la película. Como Miller no había leído la novela, Friedkin le dejó una copia.

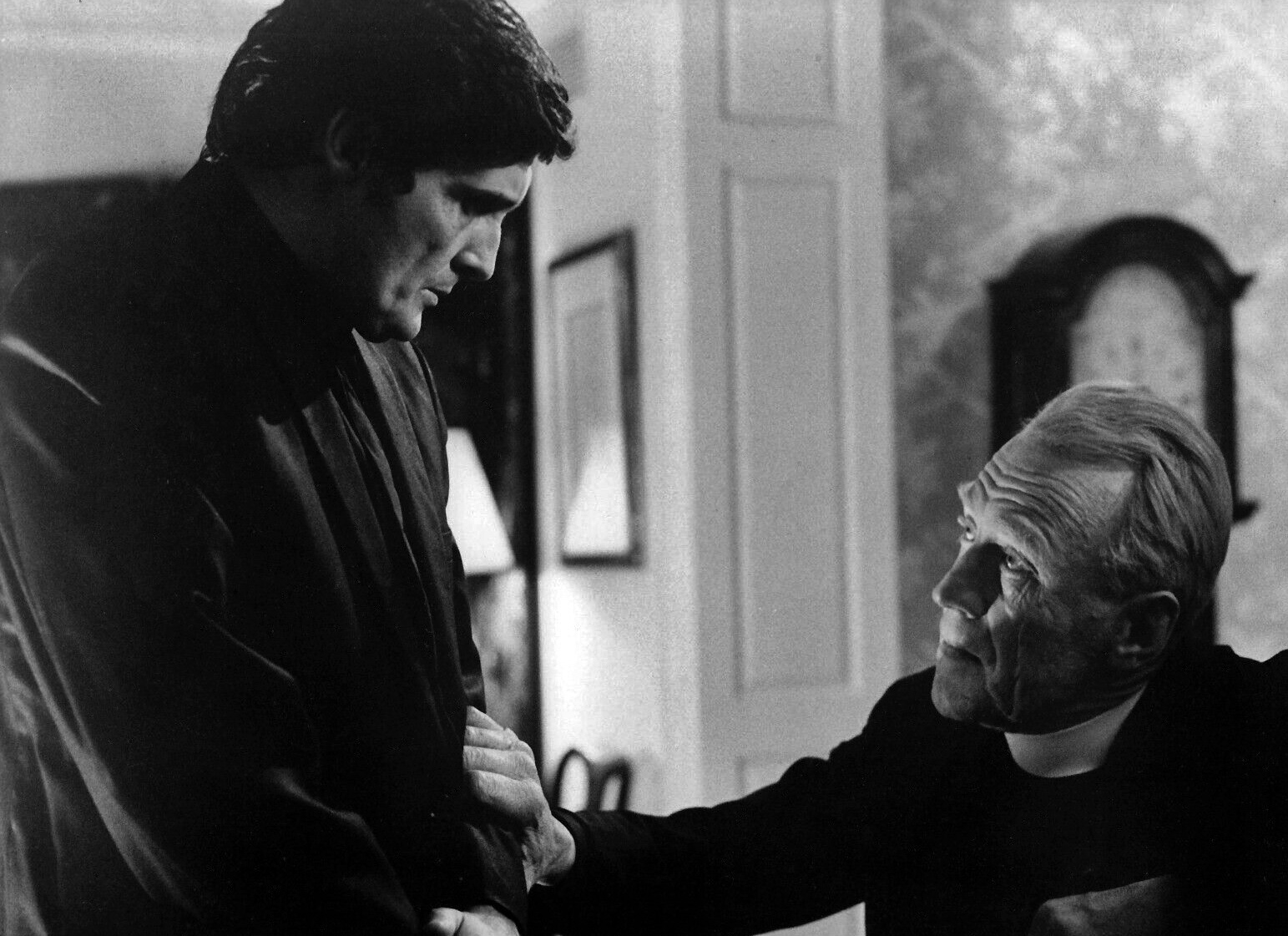
Los actores Jason Miller y Max von Sydow en una de las escenas del filme.

Tres actrices de gran fama de la época fueron consideradas para Chris. En primer lugar, Friedkin interpeló  a Audrey Hepburn, quien dijo que estaba dispuesta a asumir el papel, pero solo si la película se podía rodar en Roma, ya que se había mudado a Italia con su esposo. Rechazó la propuesta, dado que eso habría elevado los costes de la película considerablemente, habría creado barreras lingüísticas y habría imposibilitado el trabajo con los miembros del equipo con los que Friedkin se sentía cómodo, como el director de fotografía Owen Roizman. En segundo lugar, trató de contratar a Anne Bancroft, que también estaba dispuesta, pero preguntó si la producción podría retrasarse nueve meses ya que acababa de quedar embarazada. El director también rechazó su petición ya que no podía esperar tanto y no creía que el material fuera algo en lo que ella quisiera trabajar mientras cuida a un recién nacido, lo que también podría dificultar su labor. Jane Fonda, la siguiente en la lista, rechazó la película como una "pieza de estafa capitalista". Blatty también sugirió a su amiga, Shirley MacLaine , para el papel, pero Friedkin dudaba en elegirla, dado su papel principal en otra película de posesión, The Possession of Joel Delaney (1971) dos años antes. Ellen Burstyn recibió el papel después de telefonear a Friedkin y declarar enfáticamente que estaba "destinada" a interpretar a Chris.
Con Burstyn ahora en el papel, Friedkin se sorprendió cuando Miller lo llamó. Había leído la novela y le dijo al director "ese tipo soy yo", refiriéndose al padre Karras. Miller había tenido una educación católica y había estudiado para ser sacerdote jesuita durante tres años en la Universidad Católica de América hasta experimentar una crisis de fe, al igual que Karras está al comienzo de la historia. Friedkin le agradeció su interés pero le dijo que Keach ya había sido firmado. Miller, que había actuado en el escenario pero nunca había estado en una película, pidió al menos que le hicieran una prueba de pantalla. Después de tomar el tren a Los Ángeles porque no le gustaba volar, Friedkin hizo que el dramaturgo y Burstyn hicieran la escena en la que Chris le dice a Karras que cree que Regan podría estar poseída. Después, hizo que Burstyn entrevistara a Miller sobre su vida con la cámara enfocándose en él por encima de su hombro, y finalmente le pidió a Miller que dijera misa como si fuera la primera vez.
El director sintió que la prueba era prometedora y después de ver el metraje a la mañana siguiente, se dio cuenta de que "la buena apariencia oscura, los ojos embrujados, la intensidad silenciosa y la voz baja y compasiva de Miller", cualidades que para él evocaban a John Garfield, eran exactamente lo que buscaba. El estudio compró el contrato de Keach y finalmente el papel se le otorgó a Miller.

#### Regan

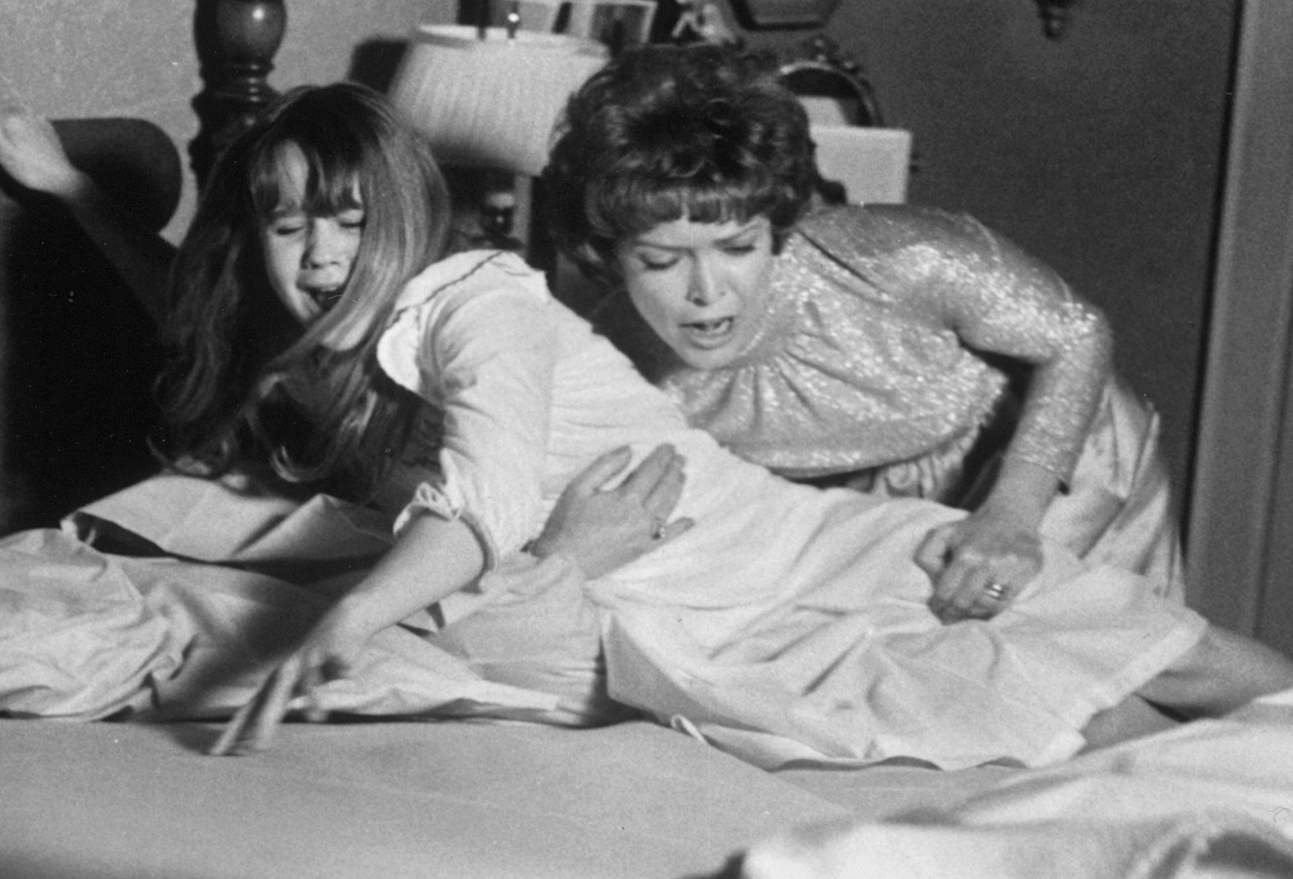
Las actrices Linda Blair y Ellen Burstyn en una de las escenas de la película.

La cuestión de si una actriz tan joven, incluso una talentosa, podía llevar la película sobre sus hombros fue un problema desde el principio. Los directores de cine considerados para el proyecto se mostraron escépticos. Mike Nichols rechazó el proyecto específicamente porque no creía que se pudiera encontrar a una niña de 12 años capaz de interpretar el papel y manejar el probable estrés psicológico que podría causar.
Las primeras actrices consideradas para el papel fueron nombres conocidos por el público. Pamelyn Ferdin, una veterana de la ciencia ficción y el drama sobrenatural, era candidata para el papel de Regan, pero finalmente fue rechazada porque su carrera hasta ahora la había hecho demasiado familiar para el público. April Winchell fue considerada, hasta que desarrolló pielonefritis, lo que le impidió trabajar. Denise Nickerso fue considerada, pero el material molestó demasiado a sus padres. Anissa Jones audicionó para el papel, pero ella también fue rechazada, por la misma razón que Ferdin.
Friedkin había comenzado a entrevistar a mujeres jóvenes de 16 años que parecían lo suficientemente jóvenes como para interpretar a Regan, pero no encontraba a nadie que creyera que podía. Luego, Elinore Blair entró sin previo aviso a la oficina del director de Nueva York con su hija Linda Blair; la agencia que representaba a Linda no la había enviado para el papel, pero anteriormente se había reunido con el departamento de casting de Warner Bros. Pictures y luego con Friedkin. Después de que Linda demostrase cualidades personales que Friedkin estaba buscando, pasó a ver si podía manejar el material. Él le preguntó si ella sabía de qué se trataba El Exorcista; ella le dijo que había leído el libro: "Se trata de una niña pequeña que es poseída por el demonio y hace un montón de cosas malas". Friedkin luego le preguntó a qué tipo de cosas malas se refería y finalmente Blair respondió "Empuja a un hombre por la ventana de su habitación, golpea a su madre en la cara y se masturba con un crucifijo". Le preguntó a Linda si sabía lo que significaba la masturbación. "Es como masturbarse, ¿no?", respondió ella y más tarde aseguró que sabía perfectamente lo que significaba. Blair fue elegida rápidamente como Regan después de las pruebas con Burstyn; Friedkin se dio cuenta de que necesitaba mantener ese nivel de espontaneidad en el set.
Friedkin originalmente tenía la intención de usar la voz de Blair, profundizada y áspera electrónicamente, para el diálogo del demonio. Aunque sintió que esto funcionaba bien en algunos lugares, sintió que las escenas con el demonio que confrontaban a los dos sacerdotes carecían del poder dramático requerido y seleccionaron a la legendaria actriz de radio Mercedes McCambridge, una actriz de voz con experiencia, para proporcionar la voz del demonio. Después de la filmación, Warner Bros no incluyó en los créditos el nombre de McCambridge durante las primeras proyecciones de la película, lo que condujo al arbitraje de Screen Actors Guild antes de que se le acreditara su actuación. Ken Nordine también fue considerado por la voz del demonio, pero Friedkin pensó que sería mejor no usar la voz de un hombre.

#### Papeles secundarios
Los papeles secundarios de la película fueron elegidos más rápidamente. Después de que Blatty le mostrase a Friedkin una fotografía de Gerald Lankester Harding, su inspiración para el Padre Merrin, este inmediatamente pensó en Max von Sydow para el papel, el cual lo aceptó tan pronto como terminó de leer el guion. Mientras veía una obra de teatro protagonizada por un actor que les habían recomendado para la película, Blatty y Friedkin se encontraron con Lee J. Cobb, lo que llevó a que se le contratase para el papel del Teniente Kinderman.  El Padre William O'Malley, otro sacerdote jesuita que enseñó inglés y teología en la escuela secundaria jesuita McQuaid, en las afueras de Rochester, Nueva York, se había familiarizado con Blatty a través de sus críticas a la novela. Después de que Blatty le presentó a Friedkin, decidieron elegirlo como el padre Dyer, un personaje que O'Malley había considerado cliché en la novela.
El actor griego Titos Vandis fue elegido para el papel del tío del padre Karras y la actriz griega Vasiliki Maliaros fue convencida por Friedkin en un restaurante griego de Nueva York para interpretar a la madre del padre Karras. Friedkin también decidió que la actriz Kitty Winn sería la indicada para darle vida al papel de Sharon Spencer.

### Dirección

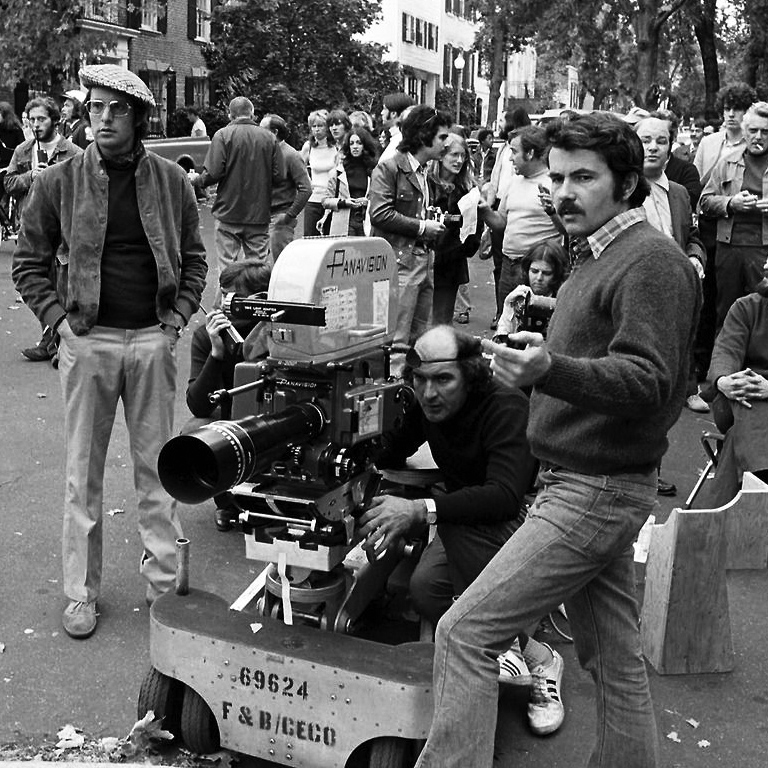
El director William Friedkin junto a Owen Roizman y William Peter Blatty durante el rodaje de la película en las calles de Georgetown.

Warners se había acercado a Arthur Penn, Stanley Kubrick y Mike Nichols para dirigirlos, todos los cuales rechazaron el proyecto. Originalmente, Mark Rydell fue contratado para dirigir, pero William Peter Blatty insistió en Friedkin, porque quería que su película tuviera la misma energía que la película anterior de Friedkin, The French Connection. Después de un enfrentamiento con el estudio, que inicialmente se negó a ceder ante Rydell, Blatty finalmente se salió con la suya. La fotografía principal de The Exorcist comenzó el 21 de agosto de 1972. Se estimó que el horario de rodaje duraría 105 días, pero finalmente se extendió a más de 200.
Friedkin hizo todo lo posible para manipular a los actores, lo que recuerda el viejo estilo de dirección de Hollywood, para obtener las reacciones genuinas que quería. Tironeadas violentamente en arneses en algunas secuencias, tanto Blair como Burstyn sufrieron lesiones en la espalda y sus gritos dolorosos fueron incluidos en la película.

### Banda sonora
A pesar de que William Friedkin le encargó la banda sonora de la película a Lalo Schifrin, este acabó rechazándolo por sus exigencias. En su lugar, Friedkin utilizó composiciones de Krzysztof Penderecki,  un fragmento de Tubular Bells de Mike Oldfield, una composición de George Crumb llamada Night of the electric insects y algunos arreglos musicales de Jack Nitzsche y Steve Boeddeker.
Lo que ahora se considera la "Banda sonora del exorcista", es decir, la melodía basada en el piano que se escucha en una de las secuencias iniciales de Georgetown, el álbum debut de 1973 del músico de rock progresivo inglés Mike Oldfield, se hizo muy popular después del estreno de la película, aunque el propio Oldfield no estaba impresionado con la forma en que se usaba su trabajo.
La canción griega que suena en la radio cuando el padre Karras sale de la casa de su madre se llama "Paramythaki mou" (Mi cuento) y es cantada por Giannis Kalatzis. El escritor lírico Lefteris Papadopoulos admitió que unos años más tarde, cuando estaba en dificultades financieras, pidió una compensación por los derechos intelectuales de la canción.

### Escenas

#### Escena de la llegada del Padre Merrin
La escena de la llegada del padre Merrin se filmó el primer día de trabajo de Max von Sydow. La escena en la que el anciano sacerdote sale de un taxi en la noche y se para frente a la residencia de los MacNeil, recortado en el resplandor brumoso de una farola y mirando la luz en la ventana del dormitorio de la niña, es una de las escenas más famosas de la película. La toma se usó para el cartel de la película y las portadas de los posteriores lanzamientos en VHS y DVD para el hogar. La escena y la foto se inspiraron en la pintura de 1954 El imperio de la luz (L'Empire des lumières) de René Magritte.

#### Escena del paseo como una araña
La especialista Ann Miles interpretó la escena del paseo como una araña en noviembre de 1972. Friedkin eliminó esta escena en contra de la objeción de Blatty justo antes del estreno, ya que consideró que la escena aparecía demasiado pronto en la trama de la película. En el libro, el paseo como una araña es más silencioso, y consiste en que Regan sigue a Sharon cerca del suelo y le lanza la lengua como una serpiente en los tobillos. Se filmó una toma de esta versión de la escena, pero no se usó. Sin embargo, se insertó una toma diferente que mostraba a Regan con sangre saliendo de su boca en la versión del director de la película estrenada en el año 2000.

#### Escena de la angiografía
La escena de la angiografía, en la que se inserta una aguja en el cuello de Regan y sale sangre a borbotones, y que imita fielmente el procedimiento de la vida real, ha sido criticada. En su "Guía para el fanático del cine" de 1986, Danny Peary la llamó la "escena más innecesaria" de la película".El comediante británico Graeme Garden, quien se graduó como médico en la universidad, estuvo de acuerdo en que la escena era "realmente perturbadora" en su reseña para New Scientist; lo llamó "la característica realmente irresponsable de esta película".
Los profesionales médicos han descrito la escena como una representación realista del procedimiento. También es de interés histórico en el campo, ya que en el momento del lanzamiento de la película, los radiólogos habían comenzado a dejar de usar la arteria carótida para la punción (como lo hacen en la película) a favor de una arteria más distante. También se ha descrito como la representación más realista de un procedimiento médico en una película popular. En su comentario de 2012 sobre el lanzamiento en DVD de la versión de 2000, Friedkin afirmó que la escena se usó como una película de entrenamiento para radiólogos durante años después del lanzamiento de la película.

## Sucesos en el rodaje

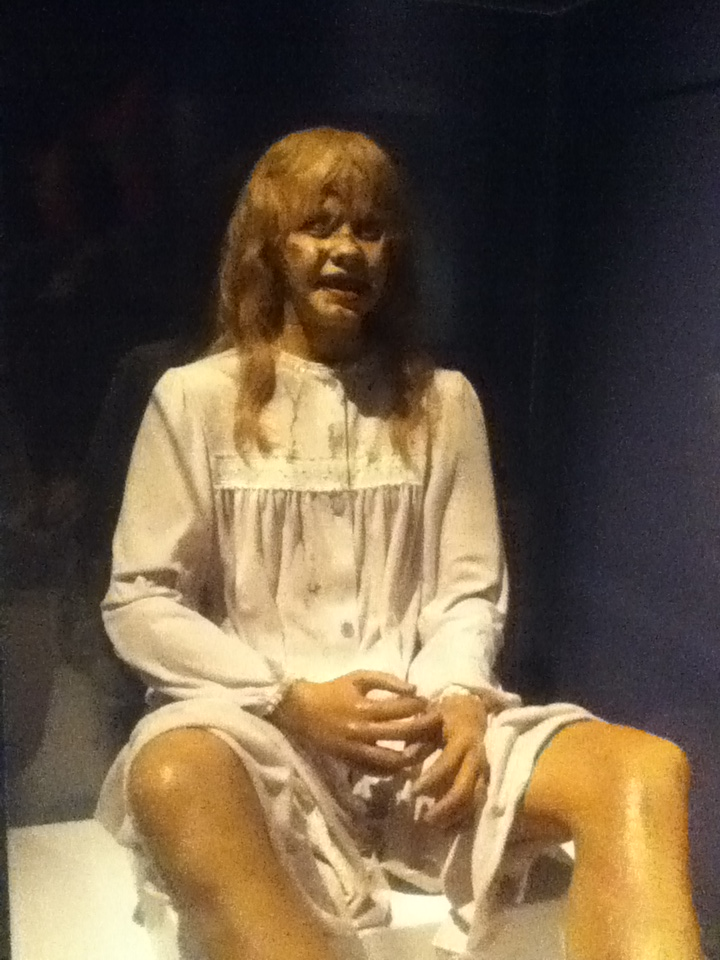
Muñeca utilizada en varias escenas del exorcista, en especial cuando se utilizan efectos especiales que se demuestran en el personaje de Regan McNeil.

Una serie de extraños acontecimientos ocurrieron durante el rodaje de la película y la productora tomó varias decisiones, preocupada lo que realmente estaba ocurriendo. Algunos ejemplos de estos acontecimientos fueron que se incendió un set ya listo para el rodaje de producción, lo que provocó un retraso de seis semanas para poder tener nuevamente la filmación como se debía; se velaron rollos sin razón aparente; personas afines a círculos satánicos presionaron al realizador para que abandonara el proyecto; la Iglesia católica reprobó algunos pasajes del guion por su tono blasfemo y se produjeron una serie de accidentes laborales que llegaron a involucrar a distintos técnicos del rodaje. 
Luego, llegó la tragedia de la muerte de varias personas. Una de ellas fue el abuelo de Linda Blair, lo que desanimó a la joven actriz, que aun así llegó a rodar sus escenas y fueron muy comprensivos con ella durante la producción, ya que no cualquiera tendría suficiente valor de interpretar a un personaje tan impactante. El siguiente fue el actor irlandés Jack MacGowran, que logró aparecer ante las cámaras de rodaje para la actuación de algunas escenas, pero falleció antes de poder rodar la escena en la que iba a ser asesinado por Regan McNeil (Linda Blair). Por último, la actriz Vasiliki Maliaros, consiguió aparecer en su última escena, en la que el padre Damien Karras sueña con ella vestida de negro en un sueño muy conmovedor, pero muere y no logra filmar otras escenas. Friedkin llegó a llamar incluso a un sacerdote para que diera su bendición a todo el equipo de producción del filme. 
Aparte de esto, el rodaje fue una auténtica prueba para varios de los actores, por los métodos usados por el director para lograr interpretaciones más convincentes. Así, los decorados de la casa de los MacNeil estaban montados dentro de una cámara frigorífica en funcionamiento para que el vaho de la respiración fuera real, Friedkin hizo explotar petardos para que los actores se sobresaltaran y estuvieran tensos y en otra escena le colocó un arnés a Ellen Burstyn para que pareciera de verdad que una fuerza irresistible tiraba de ella (que le lesionó la espalda), no le dijo a Jason Miller que recibiría en la cara un chorro de puré de guisantes que simulaba ser vómito (por lo que su reacción de asco es real) y en la escena en la que un sollozante sacerdote absuelve al padre Karras, el director lo abofeteó para que su llanto fuera más realista. Además Linda Blair algunas veces también fue sujetada fuerte del brazo para poder así mismo interpretar bien a su personaje. 
En el estreno, numerosos espectadores sufrieron ataques de nervios y los propietarios de las salas de exhibición decidieron, como reclamo publicitario, apostar en las puertas ambulancias con camillas y enfermeros para atender a los eventuales espectadores desmayados.

## Lanzamiento

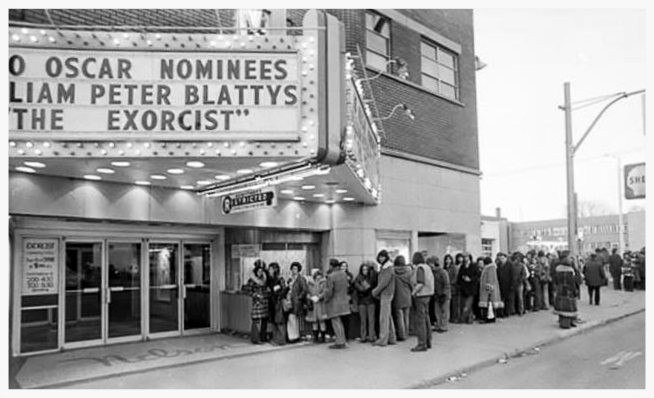
Personas haciendo fila para ver el filme en el Nelson Teatre en 1974 (ahora Bytown).

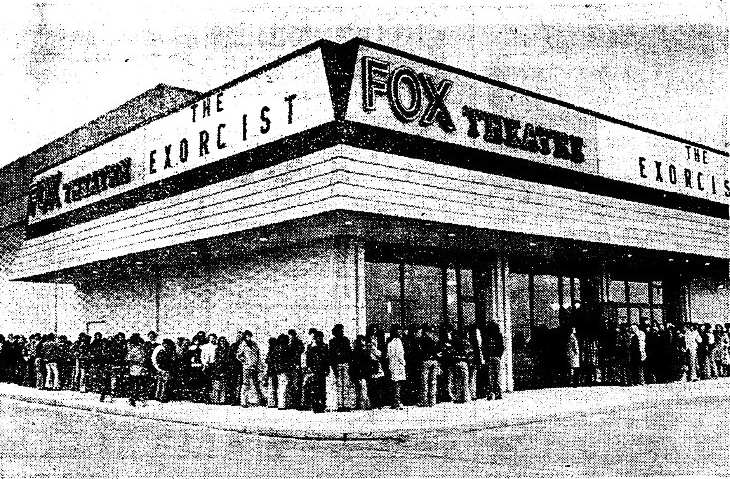
Personas en el cine de Omaha para ver la película a principios de 1974.

Tras su estreno el 26 de diciembre de 1973, la película recibió críticas mixtas de los críticos. La reacción del público fue entusiasta, sin embargo, con muchos espectadores esperando en largas filas a bajas temperaturas para verla una y otra vez.Se estrenó en 24 teatros con un ingreso bruto de $ 1,9 millones en su primera semana, estableciendo récords de taquilla en cada cine y dentro de su primer mes la película había recaudado $ 7,4 millones en todo el país, momento en el que los ejecutivos de Warner esperaban ya que la película superara fácilmente los $ 34 millones de My Fair Lady que había sido la película de mayor éxito financiero del estudio.

### Estreno
El Exorcista se estrenó en cines estadounidenses y más tarde llegó por primera vez a Latinoamérica: el 15 de agosto de 1974 en Argentina. Al año siguiente, tuvo su estreno oficial en España.
| Fechas de estreno (Fuente: IMDb). |                                     |             |                               |
| País                              | Fecha de estreno                    | País        | Fecha de estreno              |
| Estados Unidos                    | 26 de diciembre de 1973             | Reino Unido | 14 de marzo de 1974 (Londres) |
| Estados Unidos                    | 18 de diciembre de 1975             | Dinamarca   | 10 de septiembre de 1976      |
| Irlanda                           | 31 de mayo de 1974                  | Japón       | 13 de julio de 1974           |
| Suecia                            | 28 de julio de 1974                 | Dinamarca   | 5 de agosto de 1974           |
| Argentina                         | 15 de agosto de 1974 (Buenos Aires) | Uruguay     | 19 de agosto de 1974          |
| Países Bajos                      | 5 de septiembre de 1974             | Francia     | 11 de septiembre de 1974      |
| Bélgica                           | 20 de septiembre de 1974            | Italia      | 20 de septiembre de 1974      |
| Alemania Occidental               | 20 de septiembre de 1974            | Finlandia   | 4 de octubre de 1974          |
| Brasil                            | 11 de noviembre de 1974             | México      | 19 de diciembre de 1974       |
| Perú                              | 1 de junio de 1975                  | España      | 1 de septiembre de 1975       |

## Reestreno
En 2000, la Warner Bros. Pictures reestrenó la película bajo formato remasterizado siguiendo la moda del momento de realizar nuevos montajes con escenas no incluidas en la versión original. Este reestreno se publicitó como la edición del realizador y bajo el subtítulo:  El exorcista: con escenas nunca vistas. Dichas escenas incluían las primeras visitas de la niña al hospital, una escena pronto también famosa en la que Regan baja las escaleras de su casa a cuatro patas con la espalda girada (conocida como la "escena de la araña"), otra en la que los sacerdotes Karras y Merrin conversan en la escalera de la casa de la familia MacNeill, y una última que cambia el final con una especie de epílogo en el que el teniente de policía Kinderman conversa con el padre Dyer sobre la dualidad del bien y del mal. 
Para las escenas incluidas se tuvo que rehacer el doblaje en español partiendo de cero, por lo que hay grandes diferencias de pronunciación. Además se gastó cerca de 1 000 000 USD para arreglar y mejorar la calidad de imagen y sonido para la ocasión.

## Recepción

### Taquilla
Como era una película de terror que había superado en costes el presupuesto inicial y no tenía estrellas importantes en los papeles principales, Warner no tenía grandes expectativas para El exorcista. No hizo una vista previa de la película para los críticos y reservó su lanzamiento inicial para solo 30 salas en 24 cines, principalmente en las grandes ciudades. Recaudó $ 1.9 millones en su primera semana, estableciendo récords cada cine.
Después de varias reediciones, la película ha recaudado $ 232.6 millones en los Estados Unidos y Canadá que ajustada por la inflación, la convierte en la novena película con mayor recaudación de todos los tiempos en los Estados Unidos y Canadá y la calificación R más taquillera de todos los tiempos. A partir de 2019, ha recaudado $ 441 millones en todo el mundo. Ajustado a los precios de 2014, El Exorcista ha recaudado $ 1.8 mil millones.

### Comentarios
El exorcista ha sido una de las pocas películas del cine de terror en lograr excelente acogida de crítica y del público, hasta el extremo de convertirse en un clásico de la cinematografía mundial y en un fenómeno cultural. Su éxito se le atribuyó a la austeridad y al realismo de la historia.  
La cinta planteó la dicotomía contemporánea entre ciencia y laicismo por un lado, y formas de creencia y religiosidad aparentemente superadas en el siglo XX. En palabras de su director: «Es una parábola del cristianismo, de la eterna lucha entre el bien y el mal». 
La cadena de radio española Radio Nacional de España (RNE) presentó el 30 de junio de 2010 una adaptación radiofónica de El exorcista protagonizada por Fernando Huesca como el padre Karras, Miguel Rellán como el padre Merrin, Elena Rivera como Regan MacNeil y Lourdes Guerras como Chris MacNeil, grabada en directo cara al público desde el Centro Cultural La Casa Encendida de Madrid, y emitida en Radio Nacional el 4 de julio del mismo año.

### Crítica

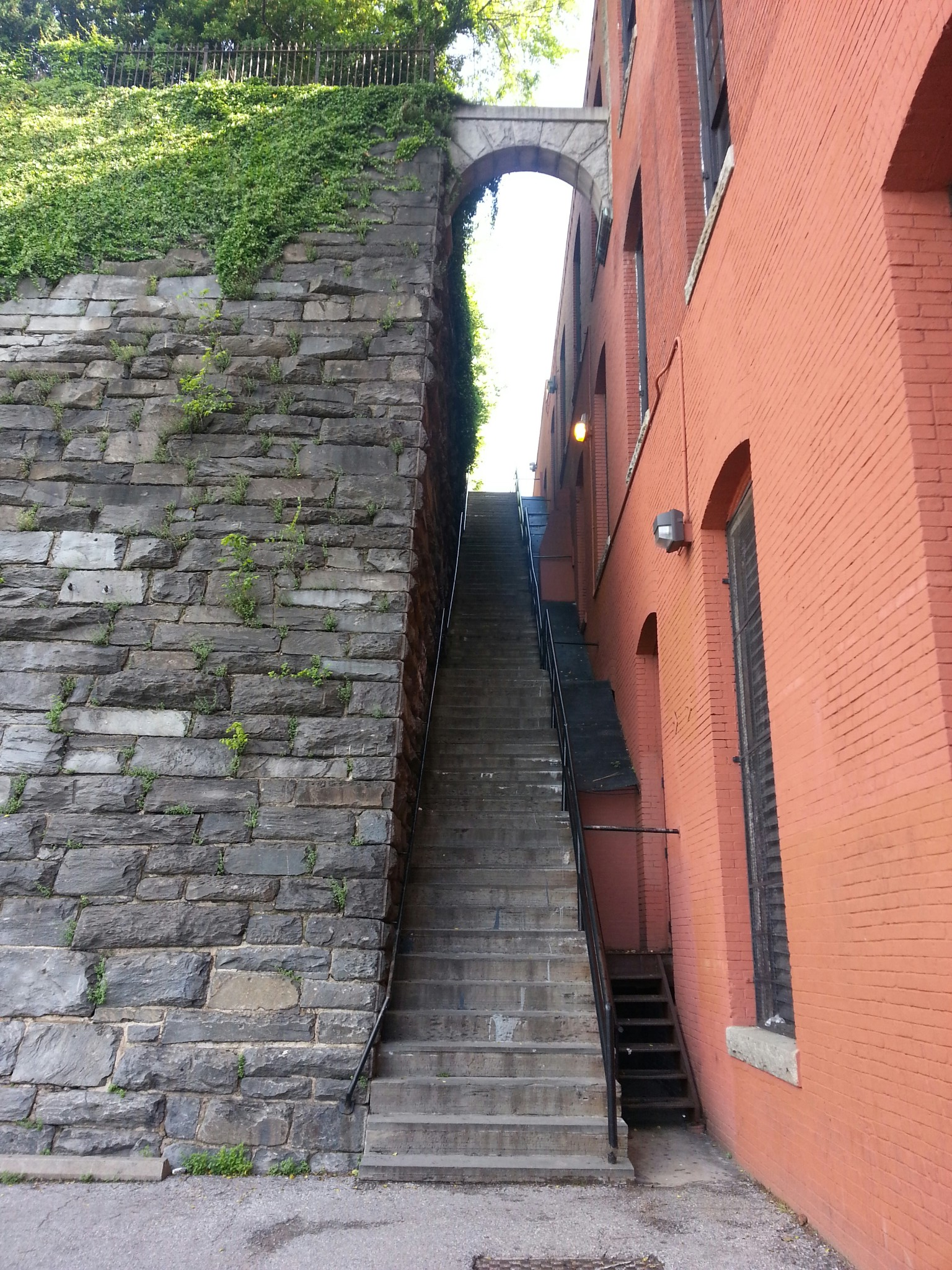
La escalera usada para las escenas de la película es ahora un lugar turístico.

Roger Ebert del Chicago Sun Times calificó a la película con cuatro estrellas (su máximo de puntuación) y expresó: «El exorcista es una de las mejores películas de su tipo jamás hechas, no solo trasciende el género de terror, de horror y de lo sobrenatural, sino que los trasciende con esfuerzos serios y ambiciosos, en la misma dirección que Rosemary's Baby de Roman Polanski».
En el año 2004, el periódico The New York Times la incluyó dentro de las 1000 mejores películas de la historia.Cuatro años después, la película fue seleccionada por la revista Empire como una de las 500 películas más grandes del cine jamás filmadas. Por su parte, la Asociación de Críticos de Cine de Chicago la ubicó en el segundo puesto de las películas más terroríficas de todos los tiempos, y la revista Time la listó entre las mejores 25 películas de terror de la historia. Escribiendo en Rolling Stone, Jon Landau sintió que la película no era "nada más que una película porno religiosa, la pieza más llamativa de este lado de Cecil B. DeMille (menos el ingenio y la capacidad de ese caballero para contar una historia)..." 
En el sitio Rotten Tomatoes, la película original alcanza el 85% de aprobación, basado en 47 comentarios, mientras que la versión reestrenada en 2000 alcanza el 88% de aprobación, sobre 81 comentarios. En Metacritic, su aprobación alcanza el 82%, basado en 24 comentarios.

## Premios y nominaciones

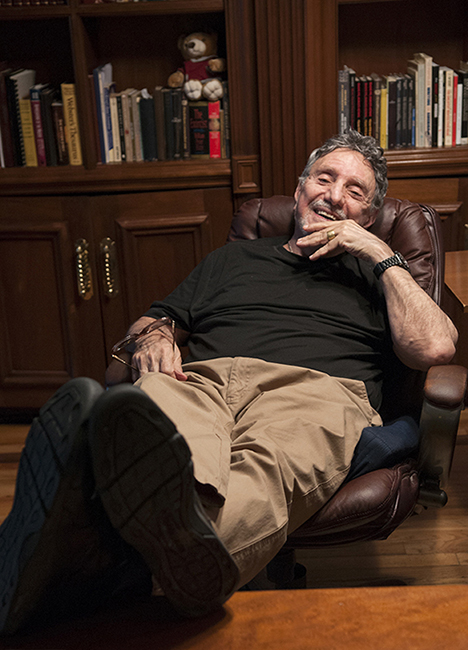
William Peter Blatty, ganador en los Premios Oscar y Globos de oro al Mejor Guion.

| Año  | Categoría                 | Nominados                                             | Resultado |
| ---- | ------------------------- | ----------------------------------------------------- | --------- |
| 1974 | Mejor película            | William Peter Blatty                                  | Nominada  |
| 1974 | Mejor director            | William Friedkin                                      | Nominado  |
| 1974 | Mejor actriz              | Ellen Burstyn                                         | Nominada  |
| 1974 | Mejor actor de reparto    | Jason Miller                                          | Nominado  |
| 1974 | Mejor actriz de reparto   | Linda Blair                                           | Nominada  |
| 1974 | Mejor guion adaptado      | William Peter Blatty                                  | Ganador   |
| 1974 | Mejor fotografía          | Owen Roizman                                          | Nominado  |
| 1974 | Mejor dirección artística | Bill Malley Jerry Wunderlich                          | Nominados |
| 1974 | Mejor montaje             | Jordan Leondopoulos Bud Smith Evan Lottman Norman Gay | Nominados |
| 1974 | Mejor sonido              | Robert Knudson Chris Newman                           | Ganadores |

| Año  | Categoría                       | Actor                  | Resultado |
| ---- | ------------------------------- | ---------------------- | --------- |
| 1974 | Mejor película - Drama          | Mejor película - Drama | Ganadora  |
| 1974 | Mejor director                  | William Friedkin       | Ganador   |
| 1974 | Mejor actriz - Drama            | Ellen Burstyn          | Nominada  |
| 1974 | Mejor actor de reparto          | Max von Sydow          | Nominado  |
| 1974 | Mejor actriz de reparto         | Linda Blair            | Ganadora  |
| 1974 | Mejor guion                     | William Peter Blatty   | Ganador   |
| 1974 | Nueva estrella del año - Actriz | Linda Blair            | Nominada  |

| Año  | Categoría                | Resultado |
| ---- | ------------------------ | --------- |
| 1974 | Mejor película de terror | Ganadora  |

## Franquicia
La película originó una serie de secuelas y convirtió, desde entonces, al niño con poderes malignos en motivo referente del cine de terror.
En 1977 se estrenó Exorcista II: el hereje bajo la dirección de John Boorman. Richard Burton encarnó al padre Lamont, quien investiga los traumas psicológicos que aquejan a la ahora adolescente Regan tras el exorcismo al que fue sometida en la primera parte de la Franquicia. A pesar del llamativo reparto, que incluía a James Earl Jones, Max von Sydow y Paul Henreid (Casablanca) y amplio presupuesto, fue vapuleada por crítica y público.
En 1990 apareció El Exorcista III, dirigido por el escritor William Peter Blatty, basándose esta vez en su novela Legión. La trama abordó la historia del padre Dyer y el teniente Kinderman, y el reencuentro con quien creían muerto: el padre Karras.
En 2004 se estrenó Exorcista: El Comienzo, precuela dirigida por Renny Harlin. La trama se situó en África y abordó el primer encuentro que tuvo el padre Merrin con el mal tras descubrir los restos de una iglesia bizantina en Kenia.

## Secuela
En agosto de 2020, se anunció que Morgan Creek Entertainment está trabajando en un reinicio de la película y que se lanzará en 2021. El anuncio provocó reacciones muy severas por parte del público que había admirado la película original de 1973, e incluso lanzó una petición para cancelar el reinicio propuesto. En diciembre de 2020, Blumhouse y Morgan Creek anunciaron que el reboot será una secuela "directa" de la película de 1973 con David Gordon Green como director.